# 각시메뚜기
각시메뚜기는 메뚜기목 메뚜기과의 곤충이다. 또한 각시메뚜기는 흙메뚜기, 일본메뚜기, 일본등줄메뚜기, 땅메뚜기, 알록메뚜기라고도 한다.
몸길이는 약 50~70mm이며 대형이다. 몸 색깔은 연한 갈색으로 뒷머리부터 앞가슴의 가운데 융기선까지 갈색의 띠가 있다. 앞가슴 옆구리는 갈색으로 검은 반점과 황색 띠가 아래쪽에 있다. 앞날개는 갈색이며 짙은 갈색의 반점이 많이 있다 뒷날개 밑 부분은 붉은 빛깔이지만 바깥쪽은 투명하다. 뒷다리 넓적마디 안쪽 표면은 황색이고 바깥쪽에 검은 줄무늬가 있다. 뒷다리 종아리마디는 갈색이다. 눈 아래로 눈물 자국처럼 검은 무늬가 있다. 7~8월에는 애벌레만 관찰되며, 가을에 나타난 어른벌레가 겨울을 나고 이듬해 5월까지 활동한다. 제주특별자치도를 비롯하여 전국에 분포하며, 일본, 중화민국, 동남아시아, 인도에도 분포한다.

## 사진

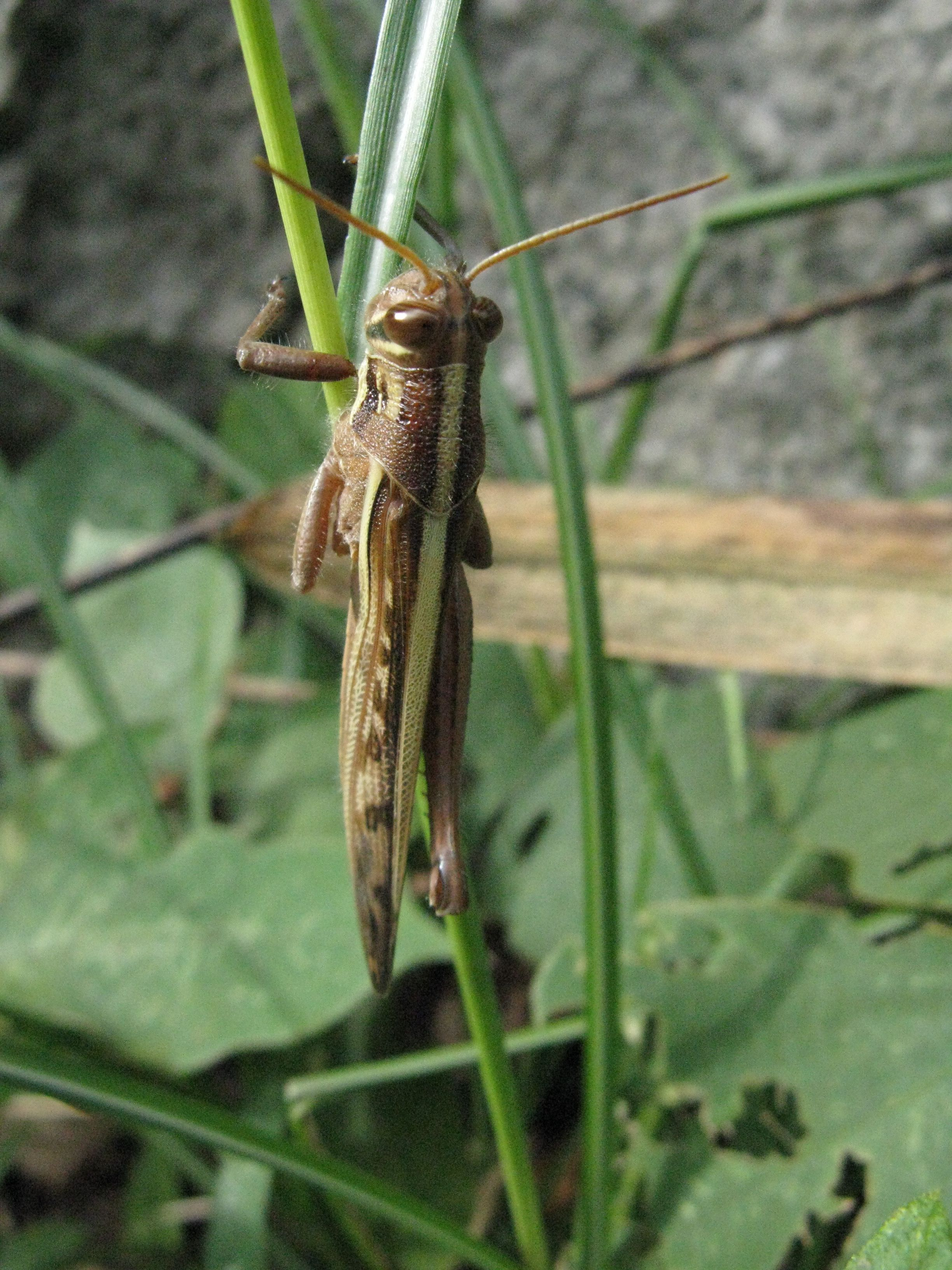
각시메뚜기
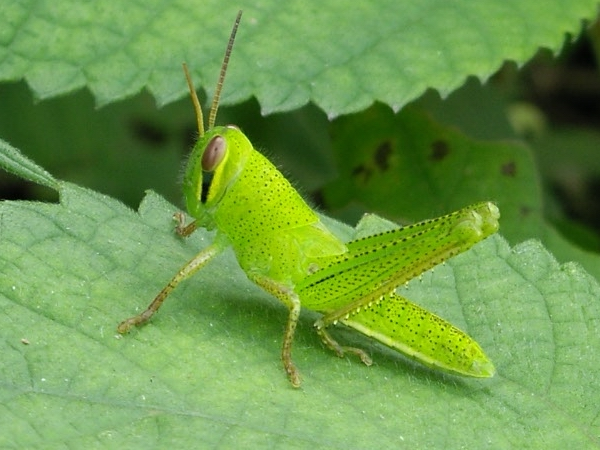
각시메뚜기 애벌레
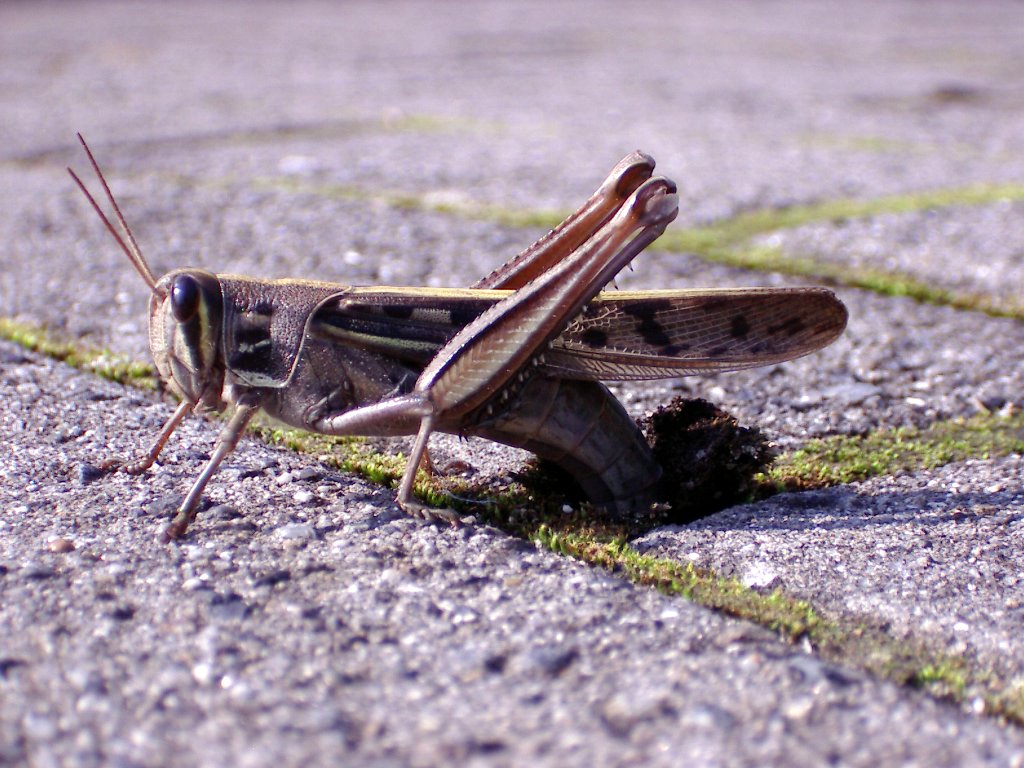
알 낳는 각시메뚜기